# Bria Hartley
Bria Hartley, née le 30 septembre 1992 à North Babylon dans l'État de New York, est une joueuse franco-américaine de basket-ball, Elle joue pour le Mercury de Phoenix de la Women's National Basketball Association. Elle a été draftée au 7e rang de la Draft WNBA 2014 par le Storm de Seattle puis échangée dans la foulée aux Mystics de Washington. Hartley jouait meneuse pour les Huskies du Connecticut avec lesquels elle a gagné deux titres universitaires consécutifs en 2013 et 2014.

## Biographie
Sa mère et sa grand-mère ont la nationalité française. Sa grand-mère Christiane Beyer, née à Paris le 12 mars 1939, grandit en Alsace dans le village de Mietesheim (669 habitants). Elle déménage à Strasbourg avec sa famille après que leur maison est détruite pendant la Seconde Guerre mondiale. En 1959, elle se lie à un soldat américain, qu'elle épouse à Strasbourg, puis suit aux États-Unis : ses neuf enfants nés aux États-Unis, dont la mère de Bria Hartley, auront la nationalité française.

### Lycée
Elle fréquente la North Babylon Union Free School District à New York dans le quartier de North Babylon. Avec les Bulldogs, elle obtient 81 succès pour 13 revers avec durant son année junior des moyennes de 21 points, 7,4 rebonds, 7,2 passes décisives, 6,0 interceptions et 4,7 contres par rencontre. Elle est nommée dans la liste des All-America de Parade. En senior, elle réussit cinq triple-doubles, et porte ses moyennes à  30 points, 8,3 rebonds, 7,4 passes décisives, 5,9 interceptions et 5,0 contres, et conduit son équipe au match du titre de l’État contre Sachem East,, dans lequel elle marque 51 points, mais qui se révèlent insuffisants. Elle est nommée Miss Basketball de l’État de New York en 2010 par le New York Basketball Coaches Association. En cinq saisons, Hartley compile 1 978 points.
En complément du basket-ball, elle pratique aussi le football et la crosse, tant en ayant une remarquable réussite académique. Avant sa dernière saison, elle s'engage pour les Huskies du Connecticut de préférence à Duke, Kentucky, Tennessee, Georgetown, North Carolina et Louisville. Elle est élue deux fois Gatorade Player of the Year de New York, et WBCA All-American. Elle participe au WBCA High School All-America Game de 2010 où elle inscrit 19 points,. Bria Hartley est sélectionnée McDonald's All-America et participe au All-Star game et score 17 points pour l'équipe de l'Est.

### NCAA
Également courtisée par Duke, Kentucky, Tennessee, Georgetown, North Carolina et Louisville, elle rejoint les Huskies  du Connecticut où elle s'impose dès son année rookie avec par exemple 29 points (à 10 sur 16) face à Notre Dame le 19 février, 24 points (à 10 sur 16) face à Louisville le 15 janvier 2011 et en marquant les paniers décisifs pour l'emporter sur les Bears de Baylor le 16 novembre. Elle est nommée dans le premier cinq du tournoi de la Big East. Alors que les freshmen ont généralement un temps de jeu limité, la blessure au genou qui fait manquer toute sa saison à Caroline Doty lui permet de jouer 1 209 minutes, le nouveau record d'une freshman à Connecticut. Elle est nommée Freshman de l'année de la Big East et dans le meilleur cinq du tournoi de la Big East.
Son année sophomore est tout aussi réussie en entamant les 38 rencontres de la saison, brillant tout particulièrement face aux adversaires principaux que sont les Bears de Baylor et le Fighting Irish de Notre-Dame. Elle est la seconde passeuse de l'équipe avec 3,7 passes décisives, troisième scoreuse avec 14,0 points et troisième interceptrice. Elle est sélectionnée dans le meilleur cinq NCAA composé par la WBCA (quatrième sophomore des Huskies). Elle marque cinq fois 20 points ou plus et notamment 24 à 9 tirs réussis sur 12, additionnés de 5 passes décisives et 4 interceptions face à Towson le 30 novembre. Elle est nommée dans le premier cinq du tournoi de la Big East après avoir converti 18 points et 7 rebonds face à Notre Dame en finale. Elle marque de nouveau 18 points et 3 passes décisives au Final Four NCAA face à Notre Dame, confirmant sa réputation d'être à son meilleur niveau dans les rencontres importantes. Elle est dans le meilleur cinq de la Big East.
Son année junior est un ton en dessous de ses précédentes avec des statistiques en baisse dans les principales catégories. Avec 9,2 points, elle n'est plus que la cinquième scoreuse des Huskies avec une pointe à 21 points face à Oakland le 19 décembre. Toutefois, elle se reprend lors du tournoi final avec notamment 15 points et 5 passes décisives en demi-finales face à Notre Dame sur le chemin de son premier titre de championne NCAA,.
En senior, elle débute les 40 rencontres — toutes victorieuses — des Huskies pour 16,2 points et 4,3 passes décisives de moyenne. Elle score au moins 20 points à 12 reprises avec une pointe à 30 points avec 11 tirs réussis sur 15 (dont 6 sur 8 à trois points) lors d'une victoire face à Rutgers le 19 janvier. Elle est retenue pour la seconde année consécutive dans le meilleur cinq du tournoi final NCAA avec des moyennes de 14,7 points et 3,9 passes décisives. Avec 15,8 points et 4,0 rebonds, elle est élue dans le meilleur cinq du tournoi de l'American Athletic Conference. Ses 647 points et ses 173 passes décisives sont les quatrièmes meilleures performances d'une senior de l’histoire des Huskies.
En carrière, elle est la huitième marqueuse des Huskies avec 1 994 points et la sixième aux paniers à trois points réussis avec 259 réussites, cinquième aux passes décisive avec 559 caviars en 153 rencontres. Elle est l'une des trois Huskies avec Maya Moore et Diana Taurasi à réussir au moins 1 500 points, 500 rebonds, 500 passes décisives et 200 interceptions. Elle figure à trois reprises (2011, 2012 et 2014) dans le meilleur cinq de la conférence.

### WNBA
Draftée en septième position par le Storm de Seattle, elle est aussitôt échangée avec Tianna Hawkins contre Crystal Langhorne, Washington réunissant le duo qu'elle formait aux Huskies avec Stefanie Dolson. Elle intègre le cinq de départ dès la seconde rencontre de la saison pour réussir 15 points et 5 passes décisives face au Fever de l'Indiana le 23 mai 2014. Le 1er juin, elle marque 20 points lors d'une rencontre avec une triple prolongation, puis dépasse de nouveau cette marque avec 26 points inscrits (11 tirs réussis sur 16, dont 4 sur 6 à trois points) le 24 juin face au Storm de Seattle.
Après les Jeux de Rio, les Mystics annoncent sa fin de saison prématurée pour cause de grossesse après 24 rencontres pour des moyennes de 6,5 points avec une adresse de 37,6 % et 2,3 passes décisives par rencontre,.
Le 30 janvier 2017, les Mystics de Washington transfèrent Kia Vaughn et Bria Hartley au Liberty de New York dans un transfert complexe impliquant trois équipes.
Elle connaît un très bon début de saison WNBA 2020 (14,6 points et 4,5 passes) au point d'être en lice pour les distinctions de meilleure sixième femme ou de joueuse ayant le plus progressé avant de se blesser au ligament du genou. Elle reprend la compétition avec le Mercury le 4 septembre 2021 et retrouve ses sensations avec le Mercury, qui atteint les Finales WNBA.
Elle démarre la saison WNBA 2022 avec le Fever de l'Indiana qui rompt son contrat mi-juillet. Quelques jours plus tard, elle est engagée par le Sun du Connecticut., mais deux semaines plus tard elle est victime d’une rupture des ligaments croisés genou gauche, deux ans après avoir subi la même blessure au genou droit.

### Europe

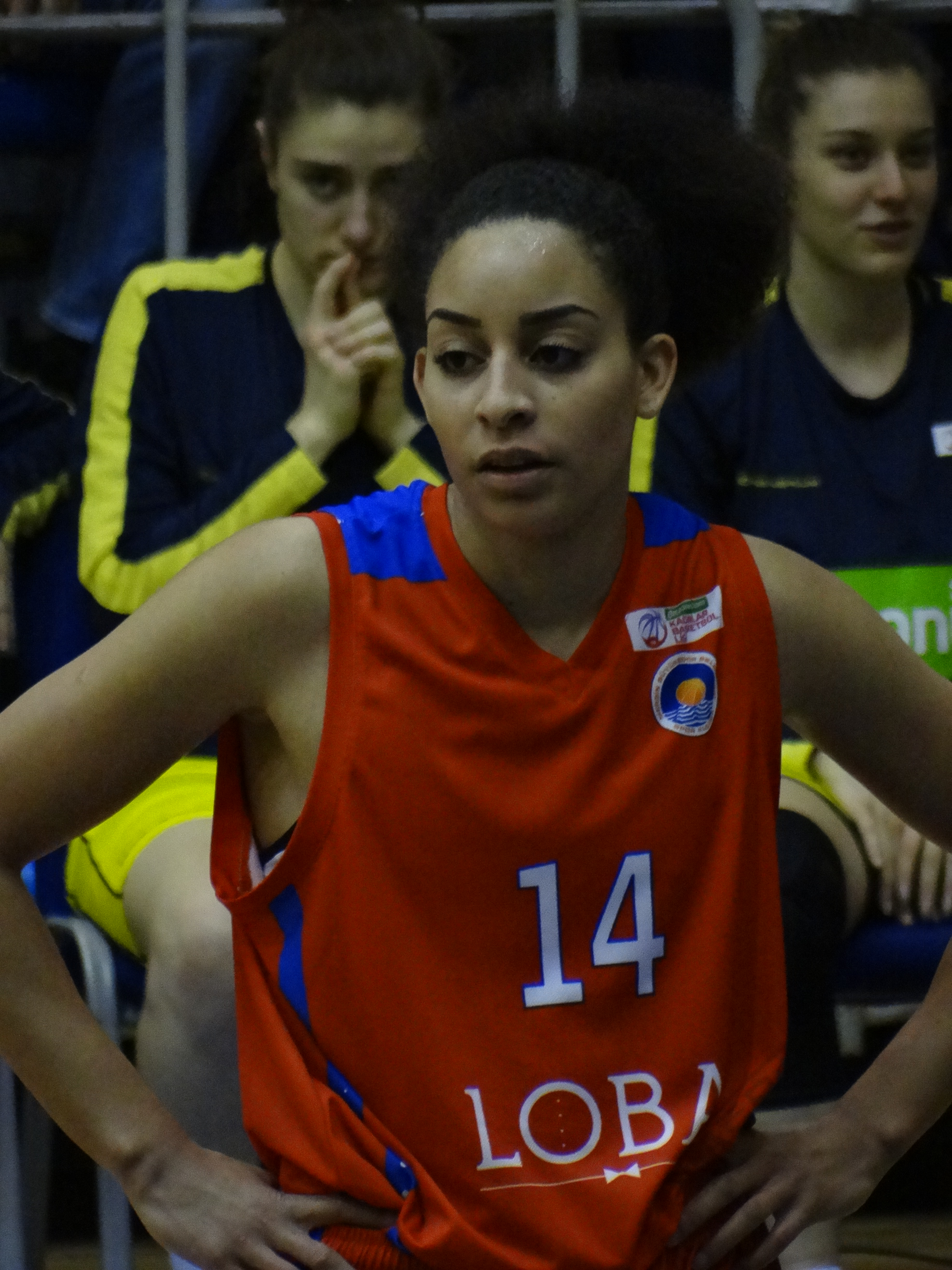
Sous le maillot de Mersin.

En mai 2014, elle signe son premier contrat professionnel en Europe pour le club de Sopron. Ses statistiques en Hongrie sont de 12,7 points, 3,3 rebonds et 2,8 passes décisives en championnat et 12,0 points, 4,1 rebonds et 3,2 passes décisives en Eurocoupe Elle est nommée MVP des finales du championnat, son équipe remportant le championnat.
Durant l'été 2015, elle signe avec le club de Mersin BSB, 11e du dernier championnat turc, qui engage également Marina Kuzina, Ashley Key et Aneika Henry.
Pour 2017-2018, elle joue toujours à Mersin. Ses statistiques sont de 19,1 points et 4,7 passes décisives en championnat et de 17,6 points et 4 passes décisives en Eurocoupe. Mais pour la saison suivante, elle s'engage avec un autre club turc, Fenerbahçe, entraîné par Valérie Garnier, qui remporte le championnat en 2019. Après le changement d'équipe dirigeante et le départ de Valérie Garnier de Fenerbahçe (où ses moyennes étaient de 14,1 points, 3,4 rebonds et 3 passes décisives par match d'Euroligue), elle rejoint le club rival de Galatasaray.

## Équipes nationales
Elle participe au Championnat des Amériques U18, qualificatif pour le Mondial U19 de 2011,. Dirigée par l'ancienne meneuse des Huskies Jennifer Rizzotti, qui lui inculque des qualités de leadership et de bonnes prises de décision.
En 2012, elle remporte avec les USA, 17-16 face à la France, le premier championnat du monde de 3x3 avec Skylar Diggins, Chiney Ogwumike et Ann Strother.
Dans la première rencontre des U18 remportée 58 à 39 face au Canada, elle réussit 10 points, 3 passes décisives et 4 interceptions. Elle dépasse les 10 points face aux Argentines (victoire 91–32),. Puis face au Brésil, elle met rapidement les Américaines sur de bons rails pour terminer seconde meilleure marqueuse avec 14 points. Elles disposent aisément des Portoricaines 108 à 44, puis le Chili 98 à 28 en demi-finales. Elles retrouvent les Brésiliennes en finale et l'emportent 81 à 38. Avec 10,6 points est la seconde marqueuse américaines de la compétition.
Avec sa coéquipière Kaleena Mosqueda-Lewis, elle est membre de l'équipe américaine dirigée par Sherri Coale qui dispute le Mondial universitaires 2013 à Kazan en Russie. Après des débuts aisés, les Américaines ne l'emportent que de justesse (79 à 78) face aux Australiennes en demi-finale, puis un peu plus largement (90 à 71) en finale face aux Russes. Bria Hartley est meilleure marqueuse des États-Unis avec 13,5 points et seconde, devancée par Odyssey Sims, aux passes décisives et interceptions ,.
Elle figure dans la présélection américaine pour le championnat du monde 2014 mais fait partie des joueuses invitées à la quitter avant la première rencontre amicale.
D'après sa mère, « l’idée de jouer pour l’équipe de France aux Jeux Olympiques est apparue alors que Bria jouait en universitaires aux Huskies du Connecticut. Ce serait un honneur de représenter ma famille et notre pays d’origine » et c'est elle qui prend contact en 2018 avec la FFBB  afin d'entreprendre les démarches nécessaires pour faire reconnaître sa qualité de joueuse sélectionnable l'équipe de France. En octobre 2018, elle est présélectionnée par Valérie Garnier pour prendre part aux qualifications pour le championnat d'Europe 2019. Elle honore sa première sélection avec les Bleues lors des éliminatoires de l'Eurobasket 2019 face à la Roumanie (victoire 61-90) le 17 novembre marquant 9 points pour 12 d'évaluation en 19 minutes. Elle déclare alors : « J'étais très excitée de jouer ce premier match avec mes coéquipières, et je suis très heureuse d'avoir gagné cette rencontre. Jouer pour l’Équipe de France représente beaucoup de choses pour moi, c'est un honneur. Ma grand-mère m'a beaucoup parlé de la France. Elle y a grandi et vécu, elle m'a montré plein de photos de cette époque, et le fait que je joue pour la France la rend fière, elle et toute ma famille (...) J'ai toujours suivi le basket et les joueurs français, notamment Céline Dumerc qui est une de mes joueuses favorites et une excellente meneuse de jeu. J'aime beaucoup aussi Tony Parker et Boris Diaw, surtout quand ils jouaient ensemble aux Spurs de San Antonio ».
Quelques jours plus tard, elle contribue à la qualification de l'équipe de France lors de la victoire contre la Slovènie (88-44) à Charleville-Mézières. Bria Hartley marque 16 points à 7 sur 8 aux tirs pour 23 d'évaluation en 20 minutes. Contrairement à d'autres sélections nationales qui alignent des joueuses naturalisées, Valérie Garnier insiste sur le fait Bria Hartley est franco-américaine de naissance, malgré quelques discours critiques comme cela de Céline Dumerc : « Bria a des origines françaises par sa grand-mère, c’est vrai. Mais qu’est-ce qu’elle a à voir avec la France ? Est-ce qu’elle a été formée en France ? C’est plutôt ça qui me dérange. » Son entraîneuse réplique : « Elle a mis tout en œuvre pour se faire accepter, dans sa façon de s’entraîner, de se comporter, de partager le ballon et de se mettre au service de l’équipe, Et tout le monde l’a acceptée ».
Retenue pour le championnat d'Europe 2019, elle se montre à son avantage et réussit le tir de l'égalisation face aux Belges qui permet une victoire après prolongation pour accéder aux demi-finales. Elle remporte finalement la médaille d'argent lors de ces championnats après la défaite des bleues face à l'Espagne en finale (82-62).

## Clubs

### États-Unis
- 2010-2014 : Huskies du Connecticut
- 2014-2016 : Mystics de Washington
- 2017-2019 : Liberty de New York
- 2020-2021 : Mercury de Phoenix
- 2022 : Fever de l'Indiana puis Sun du Connecticut

### Europe
- 2014-2015 :  UNIQA Euroleasing Sopron
- 2015-2018 :  Mersin BSB
- 2018-2019 :  Fenerbahçe
- 2019-2020 :  Galatasaray
- 2021-2022 :  Fenerbahçe

## Palmarès

### En équipe nationale américaine
- Médaille d'or au championnat des Amériques U18 en 2010 à Colorado Springs[44]
- Médaille d'or du Mondial universitaires 2013 à Kazan[47]
- Médaille d'or à la Coupe du monde de basket-ball 3x3 2012

### En équipe nationale française
- Vice-championne d'Europe 2019 à Belgrade (Serbie)[56]

### En club
- Championne de Hongrie 2015[29]
- Championne de Turquie 2019[32]

## Distinctions individuelles
- Meilleur cinq du tournoi final NCAA 2013, 2014[18]
- Deuxième cinq de la Big East Conference 2011[18]
- Deuxième cinq de la Big East 2011[18]
- Meilleur cinq du tournoi de la Big East 2011, 2012[18]
- Meilleur cinq des freshman de la Big East 2011[57]
- Rookie de l'année de la Big East 2011[18]
- Meilleur cinq du Final Four NCAA 2013[17]
- Deuxième cinq Associated Press 2014[18]
- Meilleur cinq de l'USBWA 2014[18]
- Meilleur cinq de la WBCA 2014[18]
- Meilleur cinq du tournoi de l'American Athletic Conference 2014[18]
- WNBA All-Rookie Team 2014 [58]4
- MVP des finales du championnat de Hongrie 2015 [28]